# Astronium nelson-rosae
Astronium nelson-rosae là một loài thực vật có hoa trong họ Đào lộn hột. Loài này được Santin mô tả khoa học đầu tiên năm 1991.